# 占陇镇
占陇镇是中华人民共和国广东省揭阳市普宁市下辖的一个乡镇级行政单位。，位于市城区东部，辖区总面积52平方公里，户籍人口170098人（2008年），下辖2个社区和37个行政村。

## 行政区划
赤岗镇下辖以下地区：
占陇东社区、占陇西社区、浮屿村、下寨村、东西南村、北门村、志古寮村、林厝寮村、龙秋村、玉溪村、定厝寮村、延长埔村、下村、六营村、陂头村、交丙坛村、华林村、下陇村、占杨村、占梨村、占苏村、占陈村、朴兜村、新寮村、练江村、洪厝寨村、旧地村、杉铺村、埔栅村、西楼村、四德村、石港村、西社西南村、西社新北村、西社新考村、西社溪东村、西社西湖村、西社新乡村和西社双溪村。